# في إي إف ريغا
في إي إف ريغا (باللاتفية: Rīgas VEF)‏ هو فريق كرة سلة لاتفي للمحترفين تأسس في سنة 2007 يقع مقره في ريغا. يلعب في دوري لاتفيا لكرة السلة ودوري اتحاد في تي بي.

## الإنجازات

### الدوري
- دوري لاتفيا لكرة السلة:

الفوز (4): 2011، 2012، 2013، 2014–15
الوصافة (2): 2010، 2013–14، 2015–16
- دوري البلطيق لكرة السلة

الفوز (0):
الوصافة (1): 2010–11
البرونزية (1): 2011–12

## أبرز اللاعبين
من أبرز اللاعبين الذين لعبوا معه:
- جوش هارلسون
- جوستين هاميلتون
- كيفن ديلارد
- فالديس فالتيرس

## وصلات خارجية
- الموقع الرسمي